# Hongkong op de Olympische Winterspelen 2018
Hongkong was een van de deelnemende landen aan de Olympische Winterspelen 2018 in Pyeongchang, Zuid-Korea.
Bij de vijfde deelname van Hongkong aan de Winterspelen werd voor het eerst deelgenomen in de olympische sportdiscipline alpineskiën. De zestienjarige Arabella Ng, ook de vlaggendraagster bij de openingsceremonie, kwam uit op twee onderdelen.

## Deelnemers en resultaten
(v) = vrouwen 

### Alpineskiën
| Olympiër    | Onderdeel        | Resultaat | Prestatie                                                            |
| ----------- | ---------------- | --------- | -------------------------------------------------------------------- |
| Arabella Ng | reuzenslalom (v) | 56e       | 1e run: 1.27,25 (63e) 2e run: 1.23,29 (55e) totaal: 2.50,54 (+30,52) |
| Arabella Ng | slalom (v)       | DNF       | 1e run: niet gefinisht                                               |